# 2400 A.D.
2400 A.D. — компьютерная ролевая игра, разработанная Чаком Бушем и изданная в 1987 году Origin Systems. Разработка велась для платформ DOS и Apple II, планировалось также создать версию для Commodore 64, однако разработка не была завершена.
Это первая игра Origin Systems, имеющая научно-фантастическую тематику, в дальнейшем схожие идеи были развиты в игре Space Rogue.

## Сюжет
В данной игре используется постапокалиптический игровой мир. Игрок выполняет роль члена подпольной организации сопротивления, действующей в городе Метрополис, целью которой является освобождение жителей планеты XK-120 от тирании роботов захватившей их инопланетной расы Тзорг (англ. Tzorg). Главной целью игры является уничтожение центрального командного пункта роботов.

## Геймплей
Игровой процесс схож с предлагаемым в серии игр Ultima. Используется вид сверху вниз. В игре отсутствует разделение боевого и исследовательского режимов, битвы происходят на том же экране, что и все прочие взаимодействия.
Игроку доступен для исследования большой город, его улицы и дома. В игре присутствуют управляемые компьютером персонажи, с которыми можно торговать и разговаривать, получая информацию. Игровой персонаж должен проходить регулярную проверку в оккупационной администрации. Если проверка не пройдена в срок, он помещается в тюрьму.
Ролевая система включает в себя четыре основных атрибута (энергия, ловкость, интеллект и совместимость). Эти атрибуты могут повышаться или понижаться в ходе игры в зависимости от действий, совершаемых игроком; успешное совершение действий, связанных с атрибутом, вызывает повышение его максимального значения. Подобная система была позже развита в игре Wasteland.
В игре представлено более 100 персонажей, управляемых компьютером, и 16 типов противников.

## Оценки
Обозреватель журнала The Games Machine присвоил игре оценку 53 %, отметив, что игра является «большим разочарованием». Он положительно охарактеризовал сюжет игры, но отметил, что ей недостаёт сложности, сравнив игру с ранними сериями Ultima.